# ФК Јединство Орешац
ФК Јединство је српски фудбалски клуб из Орешцa, Вршац и тренутно се такмичи у Општинској лиги Вршац - Бела Црква, седмом такмичарском нивоу српског фудбала.